# Mchinji (distrikt)
Mchinji är ett av Malawis 28 distrikt och ligger i Central Region. Huvudort är Mchinji.